# Poșaga
Poșaga là một xã thuộc hạt Alba, România. Dân số thời điểm năm 2002 là 1398 người.